# Modenvolumen

Modenvolumen und Pumpvolumen eines Lasers mit hemisphärischem Resonator

Das Modenvolumen eines Lasers bezeichnet das Volumen, das die verschiedenen Moden eines Lasers einschließt. Je höher die Überlappung zwischen Modenvolumen und dem Volumen des aktiven Mediums ist, desto mehr Strahlen tragen zur stimulierten Emission bei und desto höher ist die Verstärkung (Gain) der Lichtstrahlen.